# Antonae nigrovittata
Antonae nigrovittata är en insektsart som beskrevs av Richter. Antonae nigrovittata ingår i släktet Antonae och familjen hornstritar. Inga underarter finns listade i Catalogue of Life.